# Сюнроку Хата
Сюнроку Хата (яп. 畑俊六; 26 липня 1879, префектура Фукусіма, Японська імперія — 10 травня 1962, Токіо, Японія) — японський військовий і державний діяч, маршал Японії (2 червня 1944), міністр армії Японії, учасник Другої світової війни, воєнний злочинець. Після завершення конфлікту був заарештований і постав перед Токійським трибуналом, яким був засуджений до довічного ув'язнення, проте за декілька років вийшов на волю.

## Ранні роки та початок кар'єри
Сюнроку Хата народився 26 липня 1879 року в префектурі Фукусіма, що в північно-східній частині острова Хонсю, у сім'ї колишнього самурая клану Айдзу. Коли хлопчику було лише 12 років, його сім'я переїхала до Хакодате, що в префектурі Хоккайдо, проте вже через два роки вони переселилися до Токіо, де Хата вступив до престижної середньої школи. Проте того ж року помер його батько. Тому Сюнроку, не маючи змоги оплатити навчання, вступив до кадетської школи, а потім став курсантом Військової академії армії Японії, яку завершив 1901 року. У званні молодшого лейтенанта він отримав направлення до артилерії та брав участь у війні з Росією. 
У березні 1912 року Хата відправився до Німеччини, де став військовим аташе при японському посольстві. Він залишався у Європі і надалі, пробувши там до завершення Першої світової війни. У вересні 1914 року Хата отримав звання майора, а в липні 1918 року — підполковника. Був членом японської делеграції на переговорах щодо підписання Версальського мирного договору. 

## Подальші події
У липні 1921 року Хата повернувся до Японії і, ставши полковником, очолив 16-й полк польової артилерії. У березні 1926 року Сюнроку був підвищений до генерал-майора та очолив 4-у бригаду важкої польової артилерії. Невдовзі його перевели до управління стратегічного планування при Генеральному штабі Імперської армії Японії. У липні 1927 року він став начальником його 1-о відділу, а в серпні 1928 року очолив 4-й відділ. 
У серпні 1931 року Хата отримав звання генерал-лейтенанта і став інспектором Генерального штабу з питань артилерійської підготовки військових. У серпні 1933 року став командиром 14-ї дивізії, а вже у грудні 1935 року — командувачем авіації Імперської армії Японії. 1936 року Хата очолив Тайванську армію Японії.

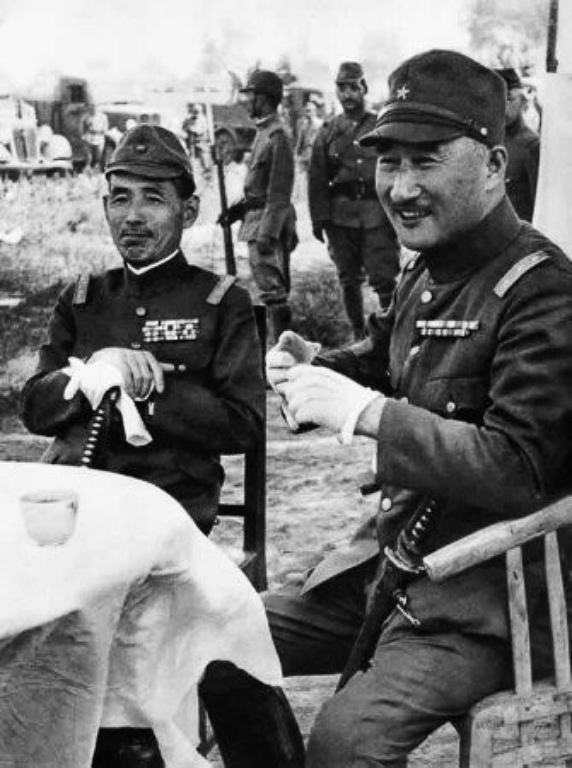
Сюнроку Хата (ліворуч) та Хісаїті Терауті в Сюйчжоу, 1938 рік

Після початку війни з Китаєм кар'єра генерала почала стрімко розвиватися. Спершу він став військовим радником імператора, потім був інспектором Генерального штабу з питань військової підготовки призовників. Вже 1 листопада 1937 року Сюнроку отримав звання генерала. У лютому 1938 року він став командиром Китайської експедиційної армії. У травні 1939 року Хата був старшим ад'ютантом імператора Хірохіто. 
30 серпня 1939 року Хата змінив Сейсіро Ітагакі на посаді міністра армії Японії, проте вже менше, ніж за рік пішов у відставку (разом із прем'єр-міністром Міцумасою). 

## Війна в Тихому океані
На початку війни зі США сповідував ідею необхідності ведення мирних переговорів, вважаючи, що війну в Китаї не вдасться припинити винятково силами армії. Крім того, він не бажав початку протистояння імперії та СРСР, а такий сценарій подальшого розвитку подій розглядався урядом. 
У березні 1941 року Сюнроку повернувся до Китаю та знову очолив Китайську експедиційну армію. Саме він керував японськими військами у Чжецзян-Цзянсійська операції, у якій внаслідок дій його підопічних загинуло понад двісті тисяч цивільних. 2 червня 1944 року за перемогу в операції «Іті-Го» його було підвищено до маршала Японії. Одразу після цього він очолив військові частини, дислоковані в Хіросімі, маючи за головне завдання здійснювати підготовку до можливого вторгнення союзників на Японські острови. Хата перебував у місті під час ядерного бомбардування, проте зміг вижити і надалі керував здійсненням евакуаційних робіт. 

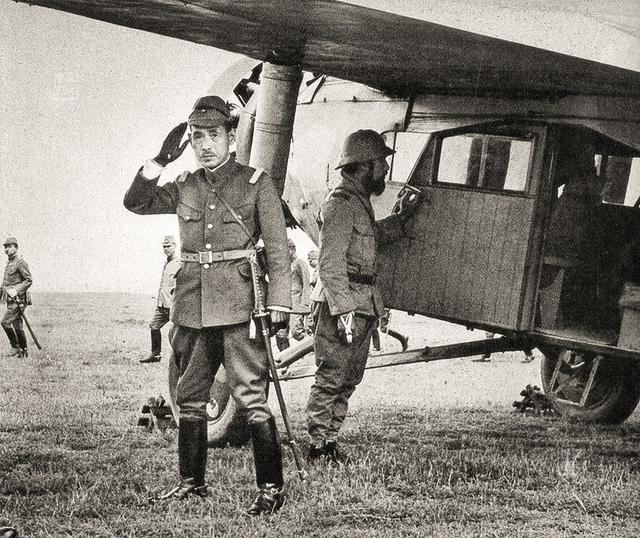
Маршал Сюнроку Хата прибуває на фронт

Маршал підтримав ініціативу імператора щодо капітуляції Японії, проте не заперечував власної вини у поразці країни.
Одразу після завершення війни Хата був заарештований американцями та звинувачений у воєнних злочинах, залишаючись єдиним маршалом, якого судили на Токійському трибуналі. За результатами кримінального розгляду його засудили до довічного ув'язнення за розв'язання агресивної війни та нехтування своїми обов'язками щодо запобігання звірствам під час ведення бойових дій.
Уже 1955 року Сюнроку Хата був достроково звільнений, надалі жив у Токіо. Помер 10 травня 1962 року. 